# Käppi m/1854

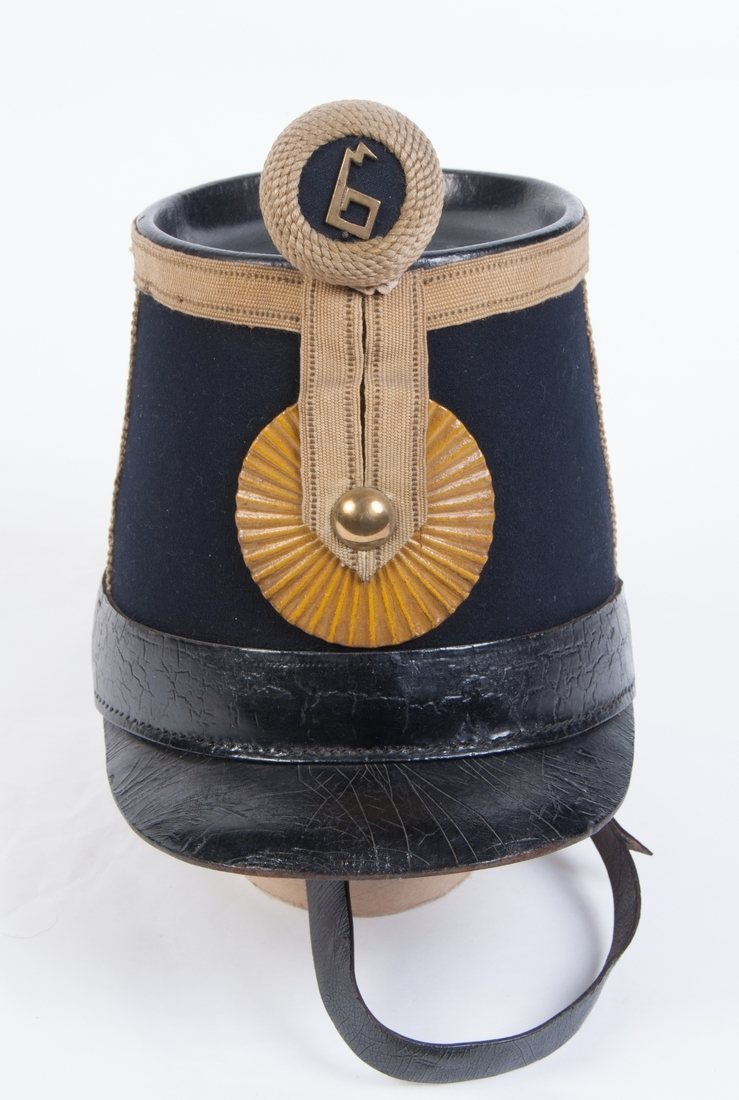
Käppi m/1854 för manskap vid Västgöta regemente.

Käppi m/1854 är en huvudbonad som har använts inom den svenska krigsmakten.

## Utseende
Käppi m/1854 var en låg skärmmössa med styv, uppåt och snett framåt avsmalnande kulle. Vid parad användes pompong eller plym. Den var smalare upptill än nedtill. 

## Användning
Käppin infördes i det svenska infanteriet år 1854 då den ersatte kask m/1845. År 1858 användes den även vid gardes- och grenadjärregementena i något ändrad form. Vid senare tidpunkt har den även burits vid artilleriet.